# Covent Garden (tunnelbanestation)
Covent Garden är en tunnelbanestation i Londons tunnelbana under Covent Garden som trafikeras av Piccadilly line. Stationen öppnades år 1907.

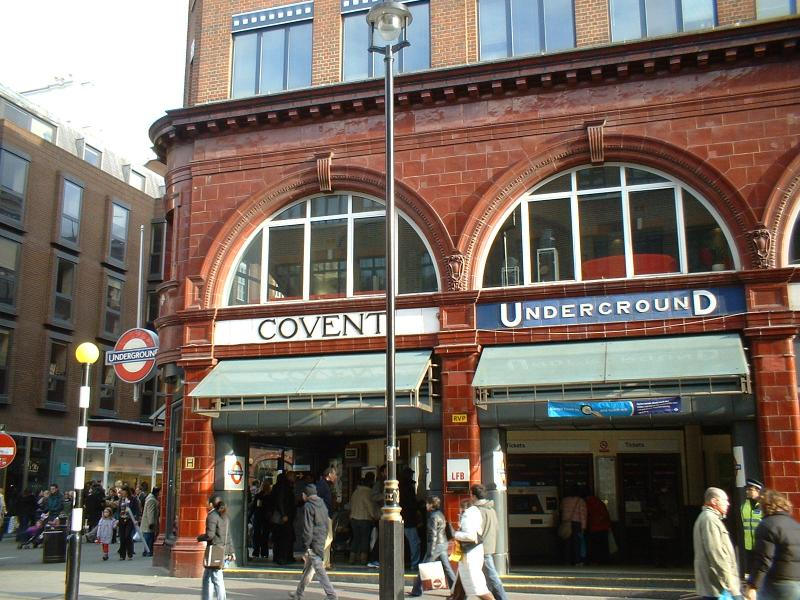
Entrébyggnad av Leslie Green.
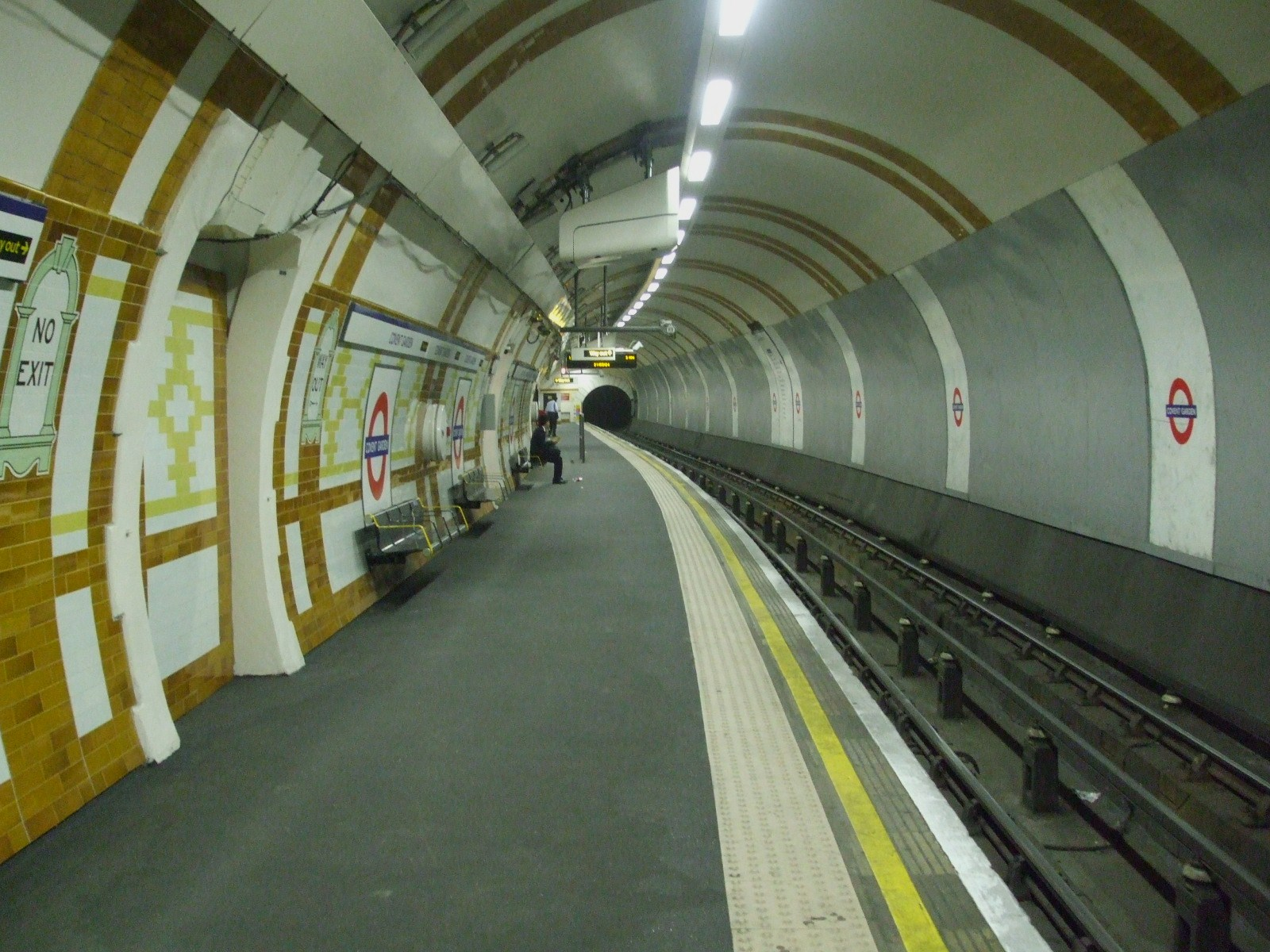
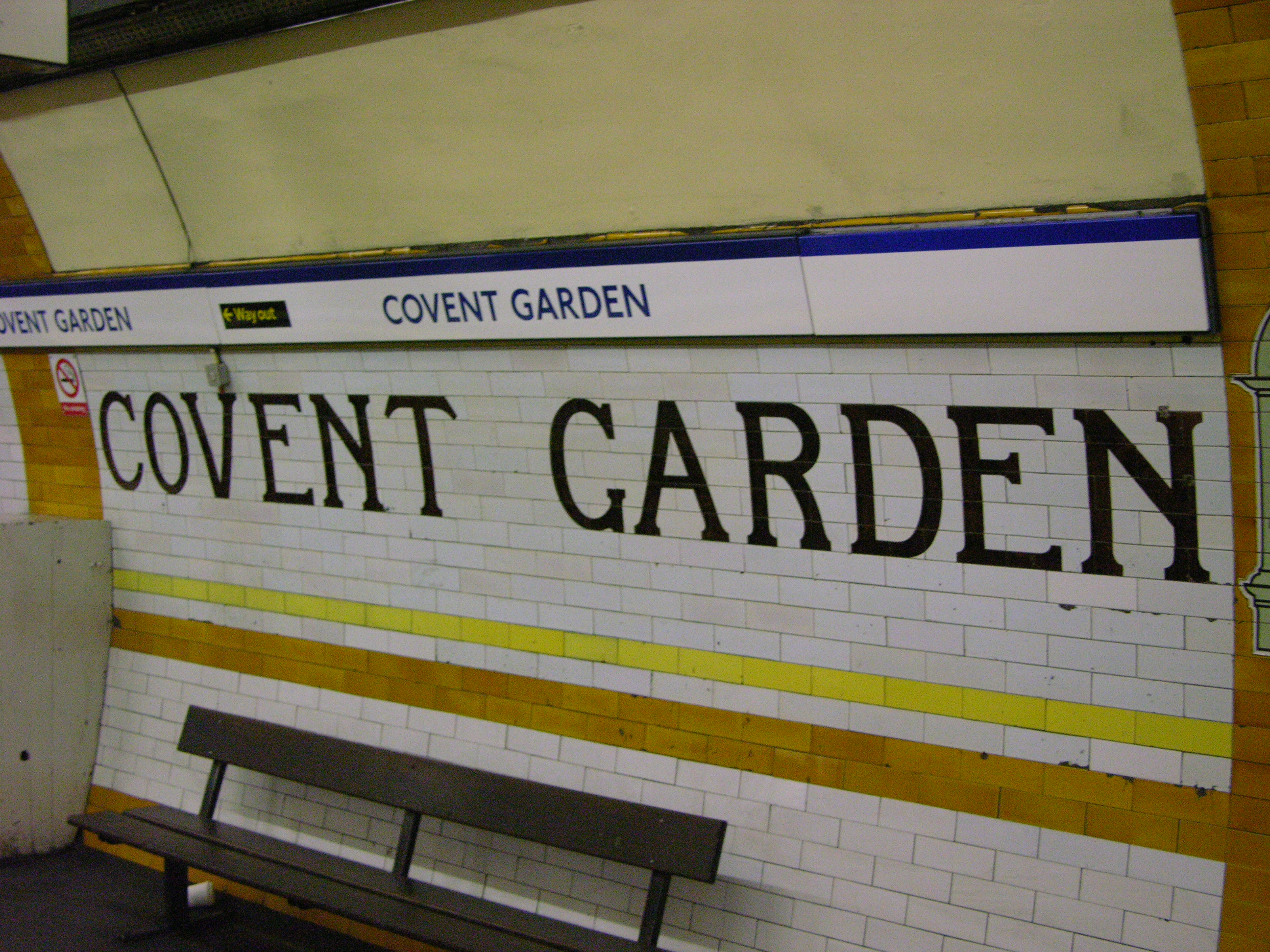
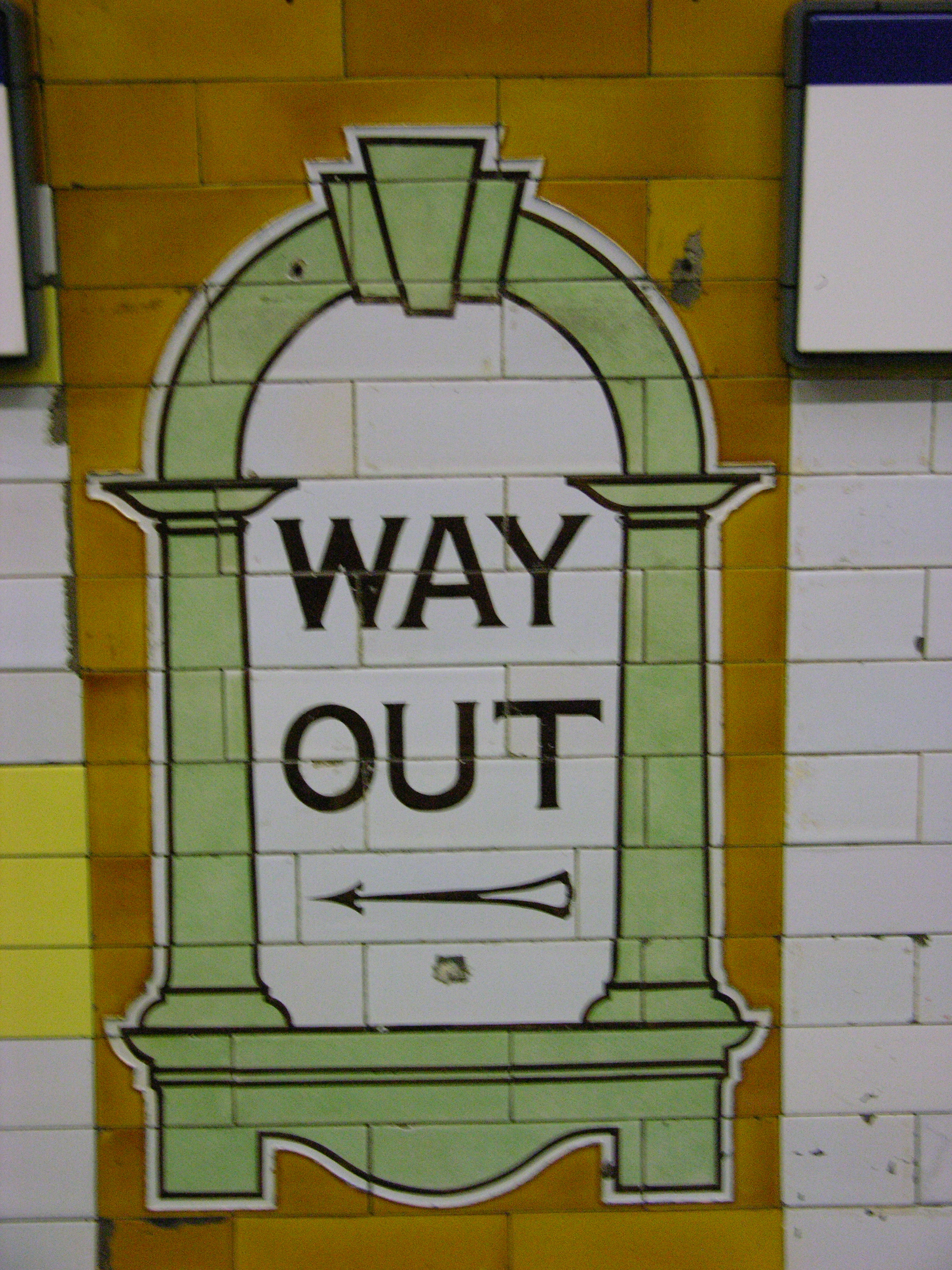

- Wikimedia Commons har media som rör Covent Garden (London Underground).